# Гогансвілл (Джорджія)
Гогансвілл (англ. Hogansville) — місто (англ. city) в США, в окрузі Труп штату Джорджія. Населення — 3267 осіб (2020).

## Географія
Гогансвілл розташований за координатами 33°10′1″ пн. ш. 84°54′10″ зх. д. / 33.16694° пн. ш. 84.90278° зх. д. (33.166986, -84.902788).  За даними Бюро перепису населення США в 2010 році місто мало площу 17,91 км², з яких 17,82 км² — суходіл та 0,09 км² — водойми. В 2017 році площа становила 18,99 км², з яких 18,78 км² — суходіл та 0,21 км² — водойми.

## Демографія
Згідно з переписом 2010 року, у місті мешкало 3060 осіб у 1154 домогосподарствах у складі 790 родин. Густота населення становила 171 особа/км².  Було 1421 помешкання (79/км²).
Расовий склад населення:
| - 53,2 % — білих - 43,2 % — чорних або афроамериканців - 0,4 % — азіатів - 0,3 % — корінних американців - 1,3 % — осіб інших рас |

До двох чи більше рас належало 1,5 %. Частка іспаномовних становила 2,5 % від усіх жителів.
За віковим діапазоном населення розподілялося таким чином: 27,5 % — особи молодші 18 років, 59,7 % — особи у віці 18—64 років, 12,8 % — особи у віці 65 років та старші. Медіана віку мешканця становила 34,5 року. На 100 осіб жіночої статі у місті припадало 87,2 чоловіків;  на 100 жінок у віці від 18 років та старших — 79,4 чоловіків також старших 18 років.
Середній дохід на одне домашнє господарство  становив 37 480 доларів США (медіана — 27 056), а середній дохід на одну сім'ю — 44 490 доларів (медіана — 33 277). Медіана доходів становила 32 004 долари для чоловіків та 27 826 доларів для жінок. За межею бідності перебувало 29,7 % осіб, у тому числі 37,2 % дітей у віці до 18 років та 19,3 % осіб у віці 65 років та старших.
Цивільне працевлаштоване населення становило 1121 осіб. Основні галузі зайнятості: виробництво — 24,5 %, освіта, охорона здоров'я та соціальна допомога — 20,2 %, роздрібна торгівля — 17,6 %.